# Sibilla (Guercino)
Sibilla è un dipinto a olio su tela (69x79 cm) realizzato intorno al 1620 da Giovanni Francesco Barbieri, noto come Guercino. Acquistata dalla Fondazione Cassa di Risparmio di Cento nel 2003, la tela è esposta alla Civica Pinacoteca Il Guercino.

## Storia
La riscoperta del dipinto si deve allo storico dell'arte Piero Boccardo, che lo individuò nella collezione Cattaneo Adorno di Genova. A partire da questa scoperta, lo studioso è riuscito a ricostruire a ritroso le vicende storiche dell'opera. Il primo proprietario noto fu Pietro Maria I Gentile, membro della nobile famiglia genovese Gentile, il cui profilo biografico è stato approfondito da Boccardo. Vissuto dal 1589/90 al 1662, Gentile fu generale della Repubblica di Genova nella guerra contro i Savoia nel 1625. Fu catturato e rimase prigioniero a Torino per cinque anni. Oltre ad essere un raffinato collezionista, Gentile fu amico di Peter Paul Rubens. Egli potrebbe essere identificato con quel "nipote del cardinale Giacomo Serra" che, secondo Carlo Cesare Malvasia, si "dilettava di disegni." Pietro Maria I Gentile era nipote del cardinale Serra, in quanto aveva sposato Maria Pallavicino, figlia di Maria Serra, sorella del cardinale. Quest'ultimo, insieme ad Alessandro Ludovisi (futuro papa Gregorio XV) e al cardinale Alessandro d'Este, fu uno dei principali committenti di Guercino, che realizzò per lui alcuni capolavori, tra cui Resurrezione di Lazzaro (1619), Elia nutrito dai corvi (1620), Sansone catturato dai Filistei (1619) e San Sebastiano curato da Irene (1619).
Nel 1780, Carlo Giuseppe Ratti menzionò una Sibilla, opera bellissima di Guercino, presso il palazzo di Pietro Maria III Gentile. Dopo il dicembre 1811, il dipinto entrò nella collezione di Agostino Adorno, dove fu visto nel 1847 da Federico Alizeri, che lo citò nella sua guida del 1847. Successivamente, nel 1875, Alizeri menzionò nuovamente l'opera nella sua guida più recente. Il dipinto rimase di proprietà della famiglia Cattaneo Adorno fino alla sua vendita.
La Fondazione Cassa di Risparmio di Cento ha acquistata la tela a un'asta di Christie's a Milano il 18 giugno 2003 (lotto 463).

## Descrizione e stile

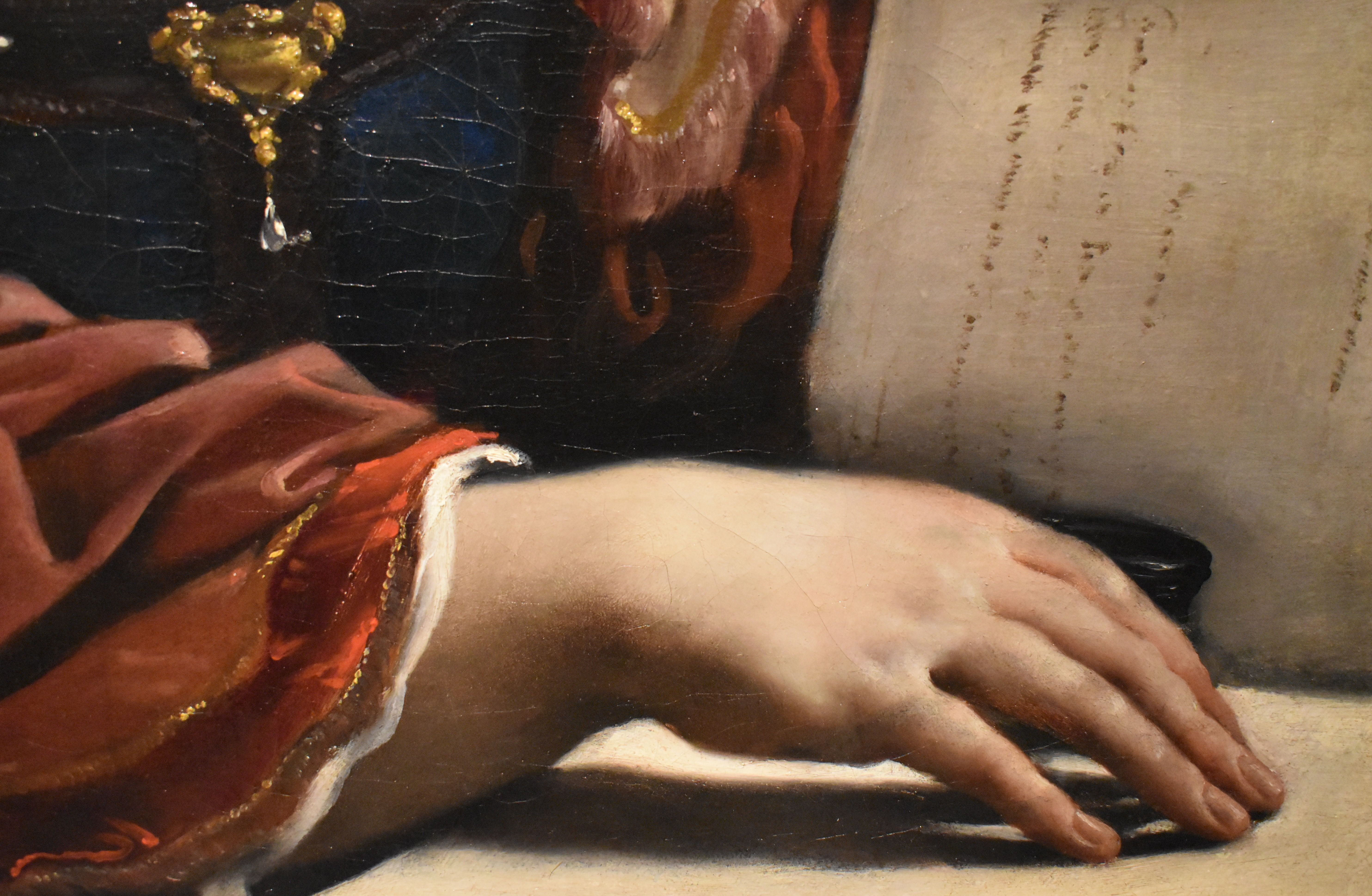
Dettaglio della mano

Quando la Fondazione Cassa di Risparmio di Cento acquistò il dipinto, l’opera risultava ingrandita sui quattro lati, probabilmente per motivi di simmetria all'interno di una quadreria, ed era offuscata da uno strato di sporco. La Fondazione ne finanziò il restauro, eliminando i rimaneggiamenti e ripulendo la superficie. In questo modo, "la Sibilla venne a occupare in modo più imponente tutto lo spazio disponibile." La Sibilla pare, nell'aspetto, una robusta campagnola emiliana, simile a quelle che il Guercino era abituato a vedere ogni giorno nelle campagne centesi. Ma l'aggiunta di un turbante, dipinto con somma maestria, e di un elegante abito all'orientale, impreziosito da perle, gioielli e pietre luccicanti, secondo il gusto esotico della pittura seicentesca, eleva la giovane campagnola a profetessa. La Sibilla è raffigurata nell'atto di confrontare un testo scritto con l'iscrizione su una lastra di pietra, il cui contenuto non è visibile all'osservatore. Questo dettaglio aumenta il mistero della scena, suggerendo un momento di interpretazione profetica. Pur avendo l’impostazione simile a un ritratto, quindi immobile per definizione, il Guercino riesce comunque a imprimere alla figura un notevole dinamismo attraverso l'incrocio delle braccia (la destra indica il libro, mentre la sinistra lo sostiene), la torsione della testa (che si volge per leggere la scritta sulla pietra) e la verticalità della lastra di pietra, che contribuisce alla composizione movimentata.
La Sibilla di Cento, realizzata intorno al 1620, presenta quelle caratteristiche tipiche della pittura giovanile del Guercino, che si ritrovano in altre opere dello stesso periodo, come Erminia e il pastore del City Museum and Art Gallery di Birmingham e la Cleopatra del Norton Simon Museum di Pasadena . "il fondo scuro, che fa risaltare l’incarnato pallido e delicato, e la resa tattile delle stoffe, evidenziata da un intenso chiaroscuro, conferiscono alla figura una vibrante profondità."  Questo chiaroscuro, definito "tonante, si affianca alla celebre macchia guercinesca, mentre la pennellata vigorosa e liquida appare tipica del giovane artista".